# Spiere
Spiere és un nucli del municipi de Spiere-Helkijn a la província Flandes Occidental de Bèlgica. És un poble flamenc a la frontera lingüística amb facilitats per a la minoria de parla francesa.

## Hidrografia
A l'inici del segle xix l'Escalda va ser canalitzada el que necessitava la construcció de múltiples rescloses. A la resclosa de Spiere (1920-22) passen unes 80 embarcions comercials per dia. Altres elements hidrogràfics són els afluents de l'Escalda, Grote Spiere, Zwarte Spiere i l'Spierekanaal.

## Història
Durant excavacions a la vall del Grote Spiere als anys 1970 es van trobar molt artefactes del Neolític, de l'època romana i traces d'una palissada de l'edat mitjana. El primer escrit Spiere amb les variants Espiera, Spiera, Lespire, Lespiera i Spira. Seria el riu que va donar el nom al poble, un nom compost de dos arrels: spei = brollar ara un sufix usual per a cursus d'aigua. A l'edat mitjana era compost de dues senyories, una que pertanyia al comtat de Flandes i la segona als comtat de Tournai. El delme de l'església parroquial esqueia al capítol de la Mare de Déus de Tournai, al bisbat de Tournai que després del concordat del 1801 passà al bisbat de Gant.
El 1576 ambdues pertanyen a la nissaga brugenca de Gruuthuuse que el 1593 va haver de vendre per amortitzar el seu deute. Quan Felip III de Borgonya va voler introduire una gabella, neix una insurrecció tot arreu al comtat de Flandes i un grup d'insurrectes van cercar asil a l'església de Spiere. El comte decideix incendiar l'edifici i matar tots els rebels. Al segle xvi, durant la rebel·lió dels Vuitanta Anys contra Espanya la zona pateix una decadència economica. Durant la Guerra franco-espanyola (1635-1659) el poble i l'església pateixen múltiples saquejos, el que va repetir-se el 1693 i 1693 durant noves hostilitats franco-espanyoles. Una pau relativa va instaurar-se després del Tractat de Rijswijk (1697). Caldria esperar el tractat d'Utrecht del 1713 perquè el poble trobés una certa serenitat, fins que França decideix el 23-25 de març del 1793 d'annexionar Spiere i seixanta més municipis.

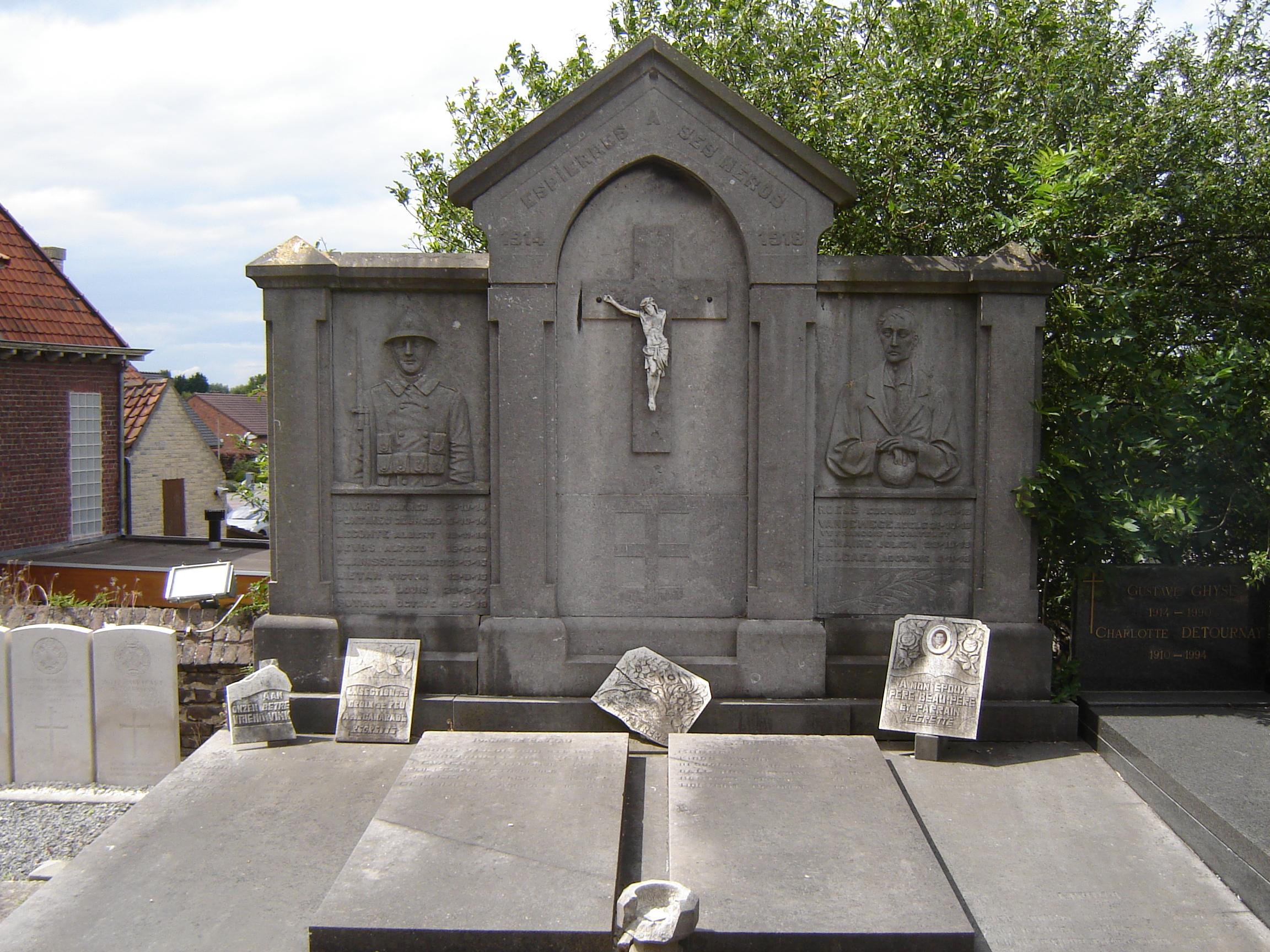
Monument a les víctimes britànics de la Primera Guerra Mundial

El 1815 el poble passa al Regne Unit dels Països Baixos i el 1830 a Bèlgica. L'obertura del Spierekanaal i la construcció de la línia n° 85 Leupegem-Herseaux del ferrocarril van desenclavar el poble, però la majoria de la població va treballar a la indústria del tèxtil del nord de França. El 1962, quan va traçar-se la frontera lingüística belga, van acordar-se facilitats a la minoria de parla francès.